# Avlonari
Avlonari (în greacă Αυλωνάρι) este un sat și o comună a municipalității Kymi-Aliveri, situată în partea de est a insulei egeene Evia (Eubeea) a Greciei. A fost sediul municipalității Avlon, al cărei nume provine de la anticul Aulon, o fostă episcopie romano-catolică transformată în secolul al XX-lea într-un scaun episcopal titular.
În 2011 populația satului era de 637 de locuitori, iar cea a comunei, care mai includea satele Chania, Dafni, Elaia și Lofiskos, de 1.354 de locuitori. Avlonari este situat pe un deal, la 13 km nord-est de orașul Aliveri, la 15 km sud de orașul Kymi și la 47 km est de orașul Chalcis, capitala insulei.

## Populație
| An   | Populația satului | Populația comunei |
| ---- | ----------------- | ----------------- |
| 1981 | -                 | 1.573             |
| 1991 | 776               | -                 |
| 2001 | 761               | 1.539             |
| 2011 | 637               | 1.354             |

## Istorie

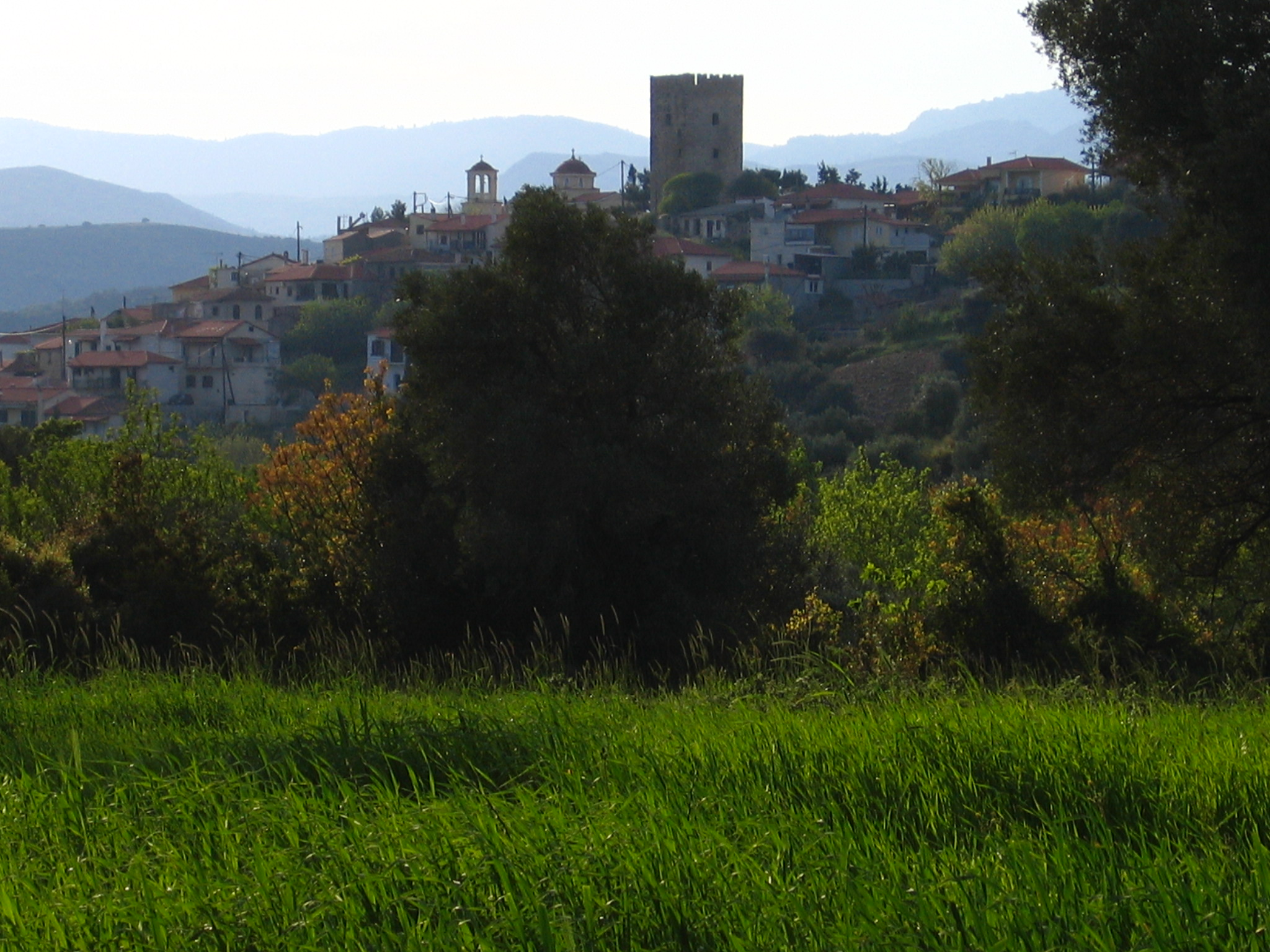
Avlonari

Aulon, numele antic al orașului, apare în Notitiae Episcopatuum, începând din vremea domniei împăratului bizantin Leon al VI-lea Filozoful (886-912), ca episcopie creștină, sufragană a scaunului mitropolitan al Atenei, sub influența Patriarhiei Constantinopolului. Nu se cunosc numele episcopilor din primul mileniu.
După Cruciada a patra (1202–1204), insula Evia a fost capturată de cruciați, care au înființat aici baronii italiene (inițial lombarde, mai târziu sub control venețian), iar Aulon a devenit dieceză a Bisericii Romano-Catolice. Un grec, Teodoros, a fost numit episcop, dar a fost destituit de Arhidieceza Mitropolitană Romano-Catolică de Atena, pentru că a refuzat să fie hirotonit conform ritului latin; papa Inocențiu al III-lea l-a repus în scaunul episcopal după ce Teodoros a acceptat supunerea liturgică în decembrie 1208. Totuși, o scrisoare papală din iulie 1210 menționează deja un „episcop ales”, probabil pentru a-l înlocui pe problematicul grec Teodor, căruia Inocențiu al III-lea i-a adresat încă două scrisori în 1211.
În jurul anului 1234 toate scaunele episcopale romano-catolice de pe insula Eubeea au fost contopite în Dieceza Latină de Negroponte; localitățile Aulon și Negroponte și-au disputat timp de câțiva ani rolul de sediu episcopal.
În timpul stăpânirii venețiene a insulei Eubeea (secolul al XV-lea), au fost construite douăsprezece turnuri înalte de 50 m la nord-est și nord de Avlonari pentru a proteja satul de atacatori.

## Scaun episcopal titular
Deși nu mai este astăzi scaun episcopal rezidențial, Aulon este înscris de Biserica Catolică în lista episcopiilor titulare, neconfundându-se cu dieceza adriatică Aulon prin utilizarea pentru Aulonul eubeean a adjectivului latin Aulonensis, în timp ce adjectivul latin referitor la celălalt Aulon din Epir (actualul oraș Vlore din Albania) este Aulonitanus.
Dieceza a fost restaurată nominal în 1933 ca episcopie titulară romano-catolică.
Ea a fost condusă până în prezent de următorii episcopi titulari:
- Tomás Juan Carlos Solari (23 august 1943 - 20 septembrie 1948) în calitate de episcop auxiliar de Buenos Aires (Argentina) (23 august 1943 - 20 septembrie 1948); mai târziu arhiepiscop mitropolit de La Plata (Argentina) (20 septembrie 1948 - 13 mai 1954)
- Manuel Tato (13 noiembrie 1948 - 11 iulie 1961) în calitate de episcop auxiliar de Buenos Aires (Argentina) (13 noiembrie 1948 - 11 iulie 1961); ulterior episcop de Santiago del Estero (Argentina) (11 iulie 1961 - 12 august 1980)
- Manuel Augusto Cárdenas (7 aprilie 1962 - 28 iulie 1998), mai întâi ca episcop auxiliar de Buenos Aires (7 aprilie 1962 - 22 aprilie 1975), apoi ca episcop auxiliar al Ordinariatului catolicilor de rit oriental din Argentina (11 noiembrie 1975 - 11 februarie 1992) și în cele din urmă ca episcop emerit.